# Collierville (Tennessee)
Collierville ist eine Town im Shelby County im Südwesten des US-Bundesstaats Tennessee. Sie ist Teil der Metropolregion Memphis. Das U.S. Census Bureau hat bei der Volkszählung 2020 eine Einwohnerzahl von 51.324 ermittelt.

## Geschichte
Collierville ist die zweitälteste Stadt im Shelby County. Die Stadt wurde nach Jesse R. Collier (einem Unternehmer) benannt, der Land kaufte und es als The Town of Collier anpries. Die erste Stadt wurde während "Sherman's March to the Sea" im Bürgerkrieg bis auf die Grundmauern niedergebrannt. Das Land wurde 1867 erneut gekauft und die Stadt wurde 1870 wieder aufgebaut.
Es gab zwei Schlachten und zwei kleinere Scharmützel des Amerikanischen Bürgerkriegs, die sich Ende 1863 in Collierville im Shelby County ereigneten. Die erste Schlacht von Collierville fand am 11. Oktober 1863 statt. Die zweite fand am 3. November statt und endete mit einem Sieg der Union über die Konföderierten.

## Demografie
Nach der Schätzung von 2019 leben in Collierville 51.040 Menschen. Die Bevölkerung teilte sich im selben Jahr auf in 72,7 % Weiße, 13,7 % Afroamerikaner, 0,4 % amerikanische Ureinwohner, 9,3 % Asiaten und 2,9 % mit zwei oder mehr Ethnizitäten. Hispanics oder Latinos aller Ethnien machten 2,3 % der Bevölkerung von Collierville aus. Das mittlere Haushaltseinkommen lag bei 113.996 US-Dollar und die Armutsquote bei 3,9 %.
| Jahr | Einwohner (Volkszählungsergebnisse) |
| ---- | ----------------------------------- |
| 1940 | 1.042                               |
| 1950 | 1.153                               |
| 1960 | 2.020                               |
| 1970 | 3.651                               |
| 1980 | 7.839                               |
| 1990 | 14.427                              |
| 2000 | 31.872                              |
| 2010 | 43.965                              |
| 2020 | 51.324                              |

## Söhne und Töchter der Stadt
- Major Owens (1936–2013), Politiker